# Independent Spirit Awards 2023
A 38º Independent Spirit Awards, que homenageia os melhores filmes e séries de televisão independentes de 2022, foi apresentado pela Film Independent no dia 4 de março de 2023. As indicações dos filmes foram anunciadas virtualmente no YouTube em 22 de novembro de 2022 por Raúl Castillo e Taylour Paige, enquanto as indicações a televisão foram anunciadas em 13 de dezembro de 2022 por Asia Kate Dillon.
Assim como no ano passado, a cerimônia deixa de acontecer uma semana antes ao Oscar. Em vez disso, terá oito dias separando as duas cerimônias, com o 95º Oscar ocorrendo em 12 de março de 2023. A próxima cerimônia ocorrerá no meio da votação final do Oscar, que começa em 2 de março e termina em 7 de março de 2023, podendo ainda pode ter um impacto sobre os votantes. Anteriormente exibido no IFC e transmitido para assinantes no AMC+, atualmente não há informações sobre onde será exibido nem quem será o apresentador em 2023.
Everything Everywhere All at Once venceu um total de sete prêmios, incluindo Melhor Filme, levando todas as categorias as quais foi indicado e ganhando o maior número de prêmios para um único filme na história do Independent Spirit Awards.

## Indicados

### Cinema
| Melhor Filme | Melhor Diretor |
| --- | --- |
| Everything Everywhere All at Once - Bones and All - Our Father, the Devil - Tár - Women Talking | Daniel Kwan and Daniel Scheinert – Everything Everywhere All at Once - Todd Field – Tár - Kogonada – After Yang - Sarah Polley – Women Talking - Halina Reijn – Bodies Bodies Bodies |
| Melhor Performance Principal | Melhor Performance Coadjuvante |
| Michelle Yeoh – Everything Everywhere All at Once as Evelyn Wang - Cate Blanchett – Tár como Lydia Tár - Dale Dickey – A Love Song como Faye - Mia Goth – Pearl como Pearl - Regina Hall – Honk for Jesus. Save Your Soul. como Trinitie Childs - Paul Mescal – Aftersun como Calum Paterson - Aubrey Plaza – Emily the Criminal como Emily - Jeremy Pope – The Inspection como Ellis French - Andrea Riseborough – To Leslie como Leslie - Taylor Russell – Bones and All como Maren Yearly | Ke Huy Quan – Everything Everywhere All at Once como Waymond Wang - Jamie Lee Curtis – Everything Everywhere All at Once como Deirdre Beaubeirdre - Brian Tyree Henry – Causeway como James Aucoin - Nina Hoss – Tár como Sharon Goodnow - Brian d'Arcy James – The Cathedral como Richard Damrosch - Trevante Rhodes – Bruiser como Porter - Theo Rossi – Emily the Criminal como Youcef - Mark Rylance – Bones and All como Sully - Jonathan Tucker – Palm Trees and Power Lines como Tom - Gabrielle Union – The Inspection como Inez French |
| Melhor Performance Revelação | Melhor Roteiro |
| Stephanie Hsu – Everything Everywhere All at Once como Joy Wang / Jobu Tupaki - Frankie Corio – Aftersun como Sophie Paterson - Gracija Filipović – Murina como Julija - Lily McInerny – Palm Trees and Power Lines como Lea - Daniel Zolghadri – Funny Pages como Robert | Daniel Kwan and Daniel Scheinert – Everything Everywhere All at Once - Lena Dunham – Catherine Called Birdy - Todd Field – Tár - Kogonada – After Yang - Sarah Polley – Women Talking |
| Melhor Primeiro Filme | Melhor Primeiro Roteiro |
| Aftersun - Emily the Criminal - The Inspection - Murina - Palm Trees and Power Lines | John Patton Ford – Emily the Criminal - Joel Kim Booster – Fire Island - Jamie Dack and Audrey Findlay, story by Jamie Dack – Palm Trees and Power Lines - K.D. Dávila – Emergency - Sarah DeLappe, história por Kristen Roupenian – Bodies Bodies Bodies |
| Melhor Documentário | Melhor Filme Internacional |
| All the Beauty and the Bloodshed - All That Breathes - A House Made of Splinters - Midwives - Riotsville, U.S.A. | Joyland ( Paquistão) - Corsage ( Áustria / Bélgica / França / Itália / Luxemburgo) - Leonor Will Never Die ( Filipinas) - Retour à Séoul ( Belgium / França / Camboja / Coreia do Sul) - Saint Omer ( França) |
| Melhor Cinematografia | Melhor Montagem |
| Florian Hoffmeister – Tár - Hélène Louvart – Murina - Gregory Oke – Aftersun - Eliot Rockett – Pearl - Anisia Uzeyman – Neptune Frost | Paul Rogers – Everything Everywhere All at Once - Dean Fleischer Camp and Nick Paley – Marcel the Shell with Shoes On - Ricky D'Ambrose – The Cathedral - Blair McClendon – Aftersun - Monika Willi – Tár |

#### Filmes com múltiplas indicações
| Indicações | Filmes                            |
| ---------- | --------------------------------- |
| 8          | Everything Everywhere All at Once |
| 7          | Tár                               |
| 5          | Aftersun                          |
| 4          | Emily the Criminal                |
| 4          | Palm Trees and Power Lines        |
| 3          | Bones and All                     |
| 3          | The Cathedral                     |
| 3          | The Inspection                    |
| 3          | Murina                            |
| 3          | Women Talking                     |
| 2          | After Yang                        |
| 2          | Bodies Bodies Bodies              |
| 2          | Holy Emy                          |
| 2          | Honk for Jesus. Save Your Soul.   |
| 2          | A Love Song                       |
| 2          | Pearl                             |

### Televisão
| Melhor Nova Série Roteirizada | Melhor Nova Série Documental ou Sem Roteiro |
| --- | --- |
| The Bear (FX on Hulu) - Pachinko (Apple TV+) - The Porter (BET+ / CBC Television) - Severance (Apple TV+) - Station Eleven (HBO Max) | The Rehearsal (HBO) - Children of the Underground (FX) - Mind Over Murder (HBO) - Pepsi, Where's My Jet? (Netflix) - We Need to Talk About Cosby (Showtime) |
| Melhor Performance Principal em Nova Série com Roteiro | Melhor Performance Coadjuvante em Nova Série com Roteiro |
| Quinta Brunson – Abbott Elementary como Janine Teagues (ABC) - Aml Ameen – The Porter como Junior Massey (BET+ / CBC Television) - Mohammed Amer – Mo como Mo Najjar (Netflix) - Bridget Everett – Somebody Somewhere como Sam (HBO Max) - KaMillion – Rap Sh!t como Mia Knight (HBO Max) - Melanie Lynskey – Yellowjackets como Shauna Shipman (Showtime) - Himesh Patel – Station Eleven como Jeevan Chaudhary (HBO Max) - Sue Ann Pien – As We See It como Violet Wu (Prime Video) - Adam Scott – Severance como Mark Scout (Apple TV+) - Ben Whishaw – This Is Going to Hurt como Adam Kay (AMC+ / BBC One) | Ayo Edebiri – The Bear como Sydney Adamu (FX on Hulu) - Danielle Deadwyler – Station Eleven como Miranda Carroll (HBO Max) - Jeff Hiller – Somebody Somewhere como Joel (HBO Max) - Gbemisola Ikumelo – A League of Their Own como Clance Morgan (Prime Video) - Janelle James – Abbott Elementary como Ava Coleman (ABC) - Ebon Moss-Bachrach – The Bear as Richard "Richie" Jerimovich (FX on Hulu) - Frankie Quiñones – This Fool como Luis (Hulu) - Sheryl Lee Ralph – Abbott Elementary como Barbara Howard (ABC) - Molly Shannon – I Love That for You como Jackie Stilton (Showtime) - Tramell Tillman – Severance como Seth Milchick (Apple TV+) |
| Melhor Elenco em uma nova série roteirizada | |
| Pachinko – Soji Arai, Jin Ha, Inji Jeong, Kim Min-ha, Kaho Minami, Lee Minho, Steve Sanghyun Noh, Anna Sawai, Jimmi Simpson, e Yuh-jung Youn | |

#### Séries com múltiplas indicações
| Nominations | Series             |
| ----------- | ------------------ |
| 3           | Abbott Elementary  |
| 3           | The Bear           |
| 3           | Severance          |
| 3           | Station Eleven     |
| 2           | The Porter         |
| 2           | Somebody Somewhere |

## Ligações Externas
- Sítio oficial